# مالك مباي (لاعب كرة قدم مواليد 1995)
مادو مالك مباي (ولد في 6 نوفمبر 1995) هو لاعب كرة قدم سنغالي يلعب في مركز وسط الميدان لصالح نادي فيرتوس فرانكافيلا الإيطالي في سيري دي.

## المسيرة الكروية
بدأ مباي مسيرته في أكاديمية ترنتو بعد انتقاله من أفريقيا في ديسمبر 2011. بعد ظهوره لأول مرة مع الفريق الأول، انتقل إلى كييفو فيرونا في دوري الدرجة الأولى الإيطالي.
في 4 ديسمبر 2013، شارك لأول مرة بشكل احترافي في مباراة كأس إيطاليا ضد ريجينا، والتي انتهت بفوز فريقه 4–1. وفي 13 يناير 2014، شارك لأول مرة في الدوري الإيطالي ضد إنتر ميلان، حيث دخل كبديل متأخر في تعادل 1–1.
في 13 أغسطس 2014، انضم إلى كاربي في سيري بي على سبيل الإعارة لموسم كامل. وشارك لأول مرة ضد ليفورنو في 30 أغسطس 2014.
عاد مباي إلى كاربي بإعارة جديدة في يوليو 2016، وتم تمديدها في أغسطس 2017 وأغسطس 2018.
في 31 يناير 2019، انتقل إلى كريمونيزي على سبيل الإعارة.
في 23 يناير 2021، وقع لنادي ماتيليكا.
وفي 25 أغسطس 2021، انضم إلى نادي فيرمانا.
ثم انتقل إلى فيتيربيزي في 11 أغسطس 2022.

## الإنجازات

### مع كاربي
- سيري بي: 2014–15

### مع كييفو (الشباب)
- الدوري الإيطالي للشباب: 2013–2014

## روابط خارجية
- قالب:TuttoCalciatori
- مالك مباي  على سكروي